# لوکا دینیه
لوکا دینیه (فرانسوی: Lucas Digne‎؛ زاده ۲۰ ژوئیهٔ ۱۹۹۳) بازیکن فوتبال اهل فرانسه است که برای باشگاه استون‌ویلا به میدان می‌رود.

## افتخارات

### باشگاهی
پاری سن ژرمن
- لیگ ۱: ۱۴–۲۰۱۳، ۱۵–۲۰۱۴
- جام حذفی فوتبال فرانسه: ۱۵–۲۰۱۴
- لیگ کاپ فرانسه: ۱۴–۲۰۱۳، ۱۵–۲۰۱۴
- سوپر جام فوتبال فرانسه: ۲۰۱۳، ۲۰۱۴، ۲۰۱۵

بارسلونا
- لا لیگا: ۱۸–۲۰۱۷
- کوپا دل ری: ۱۷–۲۰۱۶، ۱۸–۲۰۱۷
- سوپر جام فوتبال اسپانیا: ۲۰۱۶

### ملی
فرانسه
لیگ ملت های اروپا 2021 قهرمان
- جام ملت‌های اروپا: نایب قهرمان ۲۰۱۶
- جام جهانی فوتبال زیر ۲۰ سال: ۲۰۱۳